# سلیم گلوگندمی
سلیم گلوگندمی (نام علمی: Oreopholus ruficollis)، یک گونه از پرندگان خانوادهٔ سَلیمان در سردهٔ Oreopholus است که از نظر گونه‌های زنده تک‌نماد است. یکی از خویشاوندان پیشاتاریخ، Oreopholus orcesi، از بقایای فسیلی توصیف شده‌است.
در رشته کوه‌های آند در آرژانتین، بولیوی، شیلی و پرو زادآوری می‌کند. مهاجران نازادآور به اکوادور، برزیل و اروگوئه می‌رسند و در جزایر فالکلند سرگردان است.
زیستگاه‌های طبیعی آن عبارتند از درختچه‌زار‌های خشک نیمه‌گرمسیری یا گرمسیری، علفزارهای معتدل، علفزارهای نیمه‌گرمسیری یا گرمسیری در کوه‌ها و مراتع.